# Витез лошег кова
Витез лошег кова (енгл. The Ill-Made Knight) је фантастични роман британског писца Т. Х. Вајта, који представља трећи део тетралогије Краљ бивши и будући. Први пут је објављена самостално 1940. године, али се данас обично налази само у сабраним издањима све четири књиге романа.

## Радња
Велики део романа одвија се углавном у Камелоту и говори о пустоловинама, опасностима и грешкама сер Ланселота. Упркос томе што је најхрабрији од витезова, Ланселот је ружан и сличан мајмуну, а себе назива Chevalier mal fet, „Витезом лошег кова”. Као дечак, Ланселот је волео краља Артура и обучавао се да буде витез Округлог стола. Када стигне и постане један од Артурових витезова, постаје и краљев близак пријатељ. То изазива одређену напетост, јер је љубоморан на Артурову нову супругу, Гиневру. Да би задовољила свог мужа Гиневра покушава да се спријатељи са Ланселотом и њих двоје се на крају заљубљују. Ово ствара напетост између Ланселотовог пријатељства са краљем Артуром и његове љубавне везе са краљицом. Ова афера неминовно доводи до краја Округлог стола и поставља трагедију која ће уследити у завршној књизи тетралогије, Свећа на ветру.
Ланселот напушта Камелот да би помогао људима у невољи. Успут среће жену која га моли да се попне на дрво и спасе одбеглог сокола њеног мужа. Након што скине оклоп и то учини, појављује се њен муж и открива да је он желео да Ланселот скине оклоп како би могао да га убије. Упркос томе што је у неповољнијем положају, Ланселот успева да убије човека. Касније наилази на човека који покушава да убије своју жену због прељубе. Ланселот покушава да заштити жену, која негира оптужбе, стајањем између њих двоје, али човек успева да одсече главу својој жени. Човек се тада баца пред Ланселотове ноге и тражи милост. Касније се открива да је кажњен тако што је осуђен да однесе главу своје жене папи и затражи опроштај. Коначно, Ланселот долази у град где га мештани моле да спасе младу жену по имену Илејн, која је заробљена у кули. Кула је пуна паре и она је принуђена да седи у кади са кључалом водом. Он успева да је спаси и њен отац га натера да проведе ноћ у замку. Слуге и Илејн смишљају план у коме слуге напијају Ланселота и преваре га да помисли да је Гиневра у замку. Када се ујутро пробуди, открива да је спавао са Илејн. Бесан због губитка невиности, за шта верује да га је такође коштало способности да чини чуда, и уплашен помисли да би Илејн могла добити дете, одлази. Он признаје аферу Гиневри, која му опрашта. Касније откривају да је Илејн добила сина, коме је дала име Галахад. Она доноси сина у Камелот да га покаже Ланселоту и заједно проводе време са Галахадом. Гиневра је бесна због тога, а Ланселот полуди и бежи из замка. Две године касније проналази га Илејнин отац, који га не препознаје, и држи га као дворску луду све док га Илејн не препозна. Неко време живи са Илејн, али се онда враћа у Камелот. Када Галахад одрасте, доведен је у Камелот да буде проглашен витезом.
Књига се такође бави потрагом за Светим гралом. Артур примећује да је пад злочина довео до тога да се витезови Округлог стола врате својим старим навикама, посебно Гавејн, Агравејн и Мордред, који затичу своју мајку у кревету са једним од синова краља Пелинора и убијају обојицу. Да би витезовима дао нови циљ, Артур их шаље да пронађу Свети грал. Потрага се завршава када сер Галахад, сер Персивал, сер Борс и сер Пелинорова ћерка пронађу Грал. Сер Ланселот види њих четворо у одаји са Гралом, старцем и неколико других витезова, али не може сам да уђе у собу. Један од витезова се враћа са вестима да се Грал не може донети у Енглеску и као резултат тога, сер Галахад и други витез су га донели у Вавилон (а ниједан од њих такође неће моћи да се врати у Енглеску). Сер Пелинорова ћерка умире када дозволи да јој се узме крв да би излечила умирућу принцезу.
Илејн изврши самоубиство након што јој Ланселот каже да се неће вратити да остане са њом заувек. Књига се завршава тако што Ланселот чини чудо, иако више није невин, што је био уобичајени услов да би то могао да учини.

## Адаптације
Мјузикл Камелот је у великој мери заснован на Витезу лошег кова и Свећи на ветру.